# Reinraumboden

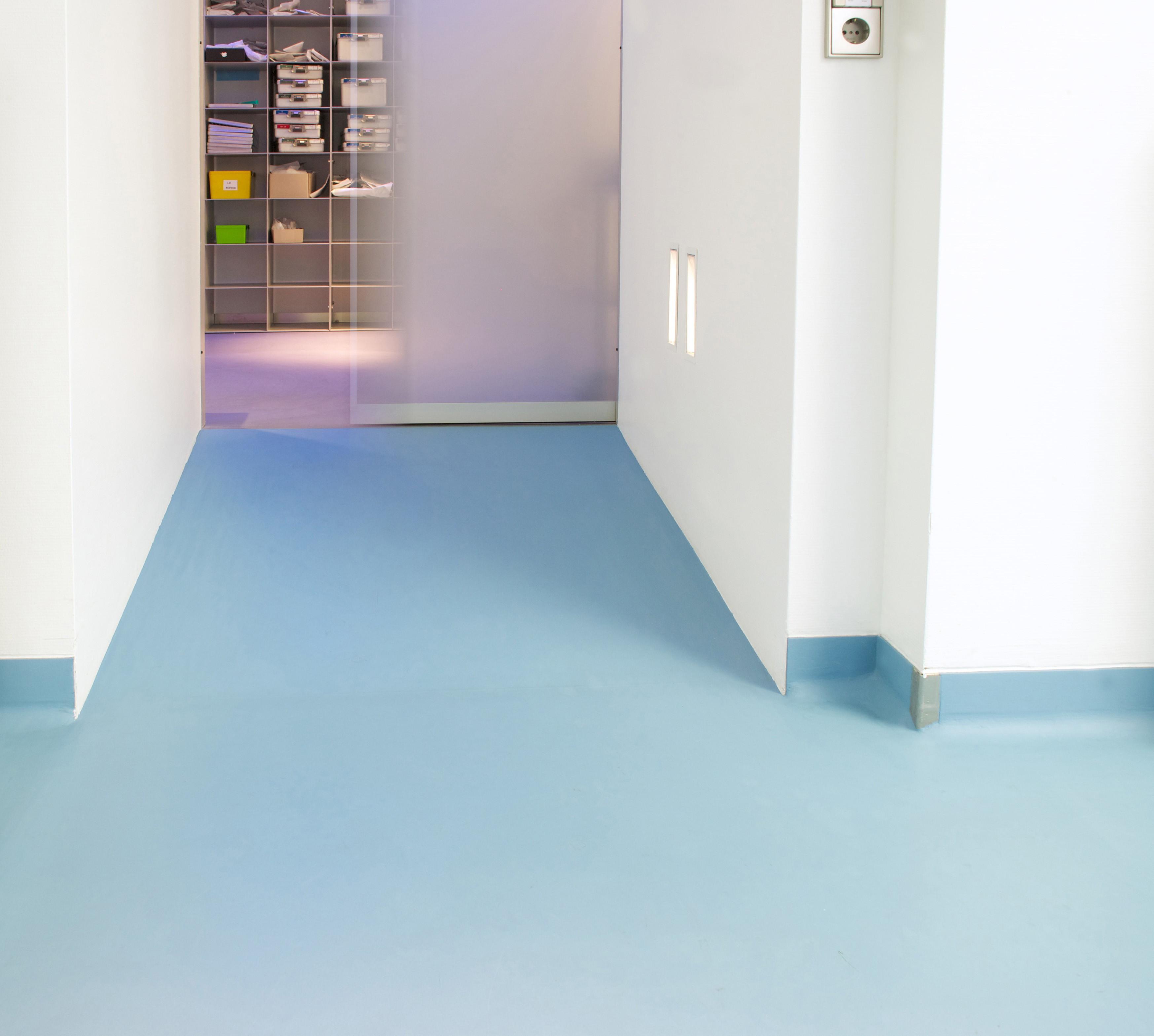
Operationssaal der Zahnchirurgie in Konstanz, Reinraumboden aus Epoxidharz mit Hohlkehlen, Übergang zur Sterilisation

Reinraumböden sind Industrieböden mit besonderen Anforderungen für Reinräume in der Medikamentenherstellung, in der Chipherstellung und in Krankenhäusern. Zu den wichtigsten Eigenschaften gehören Fugenlosigkeit, Rissfreiheit und geringer Abrieb, um die Böden leicht reinigen und desinfizieren zu können. Die pharmazeutische Industrie regelt alle Anforderungen an Reinraumböden in der VDI-Norm 2083.

## Materialien

### Oberbelag aus Reaktionsharz
Als Oberbelag dienen meist Reaktionsharz-Estriche. Diese aus Kunstharz gebundenen Beläge bestehen aus freien Reaktionsharzen, Füllstoffen, Pigmenten sowie mineralischen und synthetischen Zuschlägen. Die Schichtdicke beträgt mindestens 5 mm, normalerweise 8 bis 10 mm.
Eigenschaften:
- Hohe mechanische Belastbarkeit
- Verfestigte Bodenfläche
- Fugenlos
- Schwer entflammbar
- Gute Beständigkeit gegen chemische Angriffe
- Keine Staubbildung durch Abrieb
- Abgedichteter Untergrund
- Erhöhter elektrischer Leitwiderstand
- Ableitfähigkeit bei speziellen Konstruktionen
- Einfache Reinigung und Desinfektion

### Oberbelag aus Fliesen
Fliesenbeläge in Reinräumen bestehen aus säurefesten keramischen Steinzeugplatten. Porzellanähnliche Keramikplatten können ebenso eingesetzt werden, ihre Oberflächen sind glatt und dicht. Ausschlaggebend für die chemische und thermische Belastbarkeit ist die Verfugungsmasse, welche aus Phenolharz, Epoxidharz oder Polyesterharz ausgeführt werden kann.

### Oberbelag aus PVC
Kunststoffbodenbeläge aus Polyvinylchlorid (PVC) werden als Bahnenware oder Platten in Stärken von 1,5 bis 2 mm verlegt. Mittels Dispersionsklebstoff werden diese am Untergrund verklebt. Die Fugen werden mittels Kunststoffschweißschnur heiß verschweißt.

## Einsatzbereiche
- Chipherstellung
- Pharmaindustrie
- Kosmetikindustrie
- Medizintechnik
- Krankenhäuser
- Operationssäle
- Sterilisationsabteilungen